# آرنو ربوتینی
آرنو ربوتینی (انگلیسی: Arnaud Rebotini؛ زادهٔ ۱۹۷۰) موسیقی‌دان، ترانه‌سرا و تهیه‌کننده اهل فرانسه است.